# باتوان
باتوان أو بلدية باتوان، هي بلدة تقع في مقاطعة ماسبات، الفلبين. يبلغ عدد سكانها 14،610 نسمة حسب تعداد 2020.

## التقسيمات
تنقسم باتوان سياسيًا إلى 14 منطقة. 
- بورغوس
- كاناريس
- كامفانيز
- كوستا ريكا
- داناو
- جبل طارق
- مابوحى
- ماتاباو
- ناسانديج
- بانيشان
- بوبلاسيون
- ريزال
- رويروي
- سوانغ

## المناخ
| البيانات المناخية لـبلدية باتوان  | البيانات المناخية لـبلدية باتوان | البيانات المناخية لـبلدية باتوان | البيانات المناخية لـبلدية باتوان | البيانات المناخية لـبلدية باتوان | البيانات المناخية لـبلدية باتوان | البيانات المناخية لـبلدية باتوان | البيانات المناخية لـبلدية باتوان | البيانات المناخية لـبلدية باتوان | البيانات المناخية لـبلدية باتوان | البيانات المناخية لـبلدية باتوان | البيانات المناخية لـبلدية باتوان | البيانات المناخية لـبلدية باتوان | البيانات المناخية لـبلدية باتوان |
| الشهر                             | يناير                            | فبراير                           | مارس                             | أبريل                            | مايو                             | يونيو                            | يوليو                            | أغسطس                            | سبتمبر                           | أكتوبر                           | نوفمبر                           | ديسمبر                           | المعدل السنوي                    |
| --------------------------------- | -------------------------------- | -------------------------------- | -------------------------------- | -------------------------------- | -------------------------------- | -------------------------------- | -------------------------------- | -------------------------------- | -------------------------------- | -------------------------------- | -------------------------------- | -------------------------------- | -------------------------------- |
| متوسط درجة الحرارة الكبرى °م (°ف) | 27 (81)                          | 28 (82)                          | 29 (84)                          | 31 (88)                          | 31 (88)                          | 30 (86)                          | 29 (84)                          | 29 (84)                          | 29 (84)                          | 29 (84)                          | 28 (82)                          | 28 (82)                          | 29 (84)                          |
| متوسط درجة الحرارة الصغرى °م (°ف) | 21 (70)                          | 21 (70)                          | 22 (72)                          | 22 (72)                          | 23 (73)                          | 24 (75)                          | 23 (73)                          | 23 (73)                          | 23 (73)                          | 23 (73)                          | 22 (72)                          | 22 (72)                          | 22 (72)                          |
| الهطول مم (إنش)                   | 39 (1.5)                         | 34 (1.3)                         | 42 (1.7)                         | 36 (1.4)                         | 73 (2.9)                         | 109 (4.3)                        | 118 (4.6)                        | 108 (4.3)                        | 129 (5.1)                        | 136 (5.4)                        | 112 (4.4)                        | 89 (3.5)                         | 1٬025 (40.4)                     |
| متوسط الأيام الممطرة              | 12.6                             | 9.7                              | 12.0                             | 13.0                             | 20.5                             | 25.3                             | 26.2                             | 24.8                             | 25.2                             | 25.9                             | 21.9                             | 17.9                             | 235                              |
| المصدر: Meteoblue                 |                                  |                                  |                                  |                                  |                                  |                                  |                                  |                                  |                                  |                                  |                                  |                                  |                                  |